# Coordenação das Organizações Indígenas da Amazônia Brasileira
A Coordenação das Organizações Indígenas da Amazônia Brasileira ou COIAB é uma organização indígena brasileira composta por diversas organizações de direitos indígenas da Bacia Amazônica brasileira. Foi criado em uma reunião de lideranças indígenas em abril de 1989 e hoje é composto por 75 organizações associadas de todos os 9 estados da Amazônia brasileira. Sua sede fica em Manaus. A organização representa cerca de 860 mil indígenas de 180 povos indígenas diferentes, em aproximadamente 110 milhões de hectares de território amazônico. Eles lutam por direitos básicos de terra, saúde, educação e interculturalidade. A COIAB é membro da organização indígena da Bacia Amazônica, a COICA (Coordinadora de las Organizaciones Indígenas de la Cuenca Amazónica, ou Coordenação das Organizações Indígenas da Bacia Amazônica).
Toya Manchineri é o coordenador geral da organização política.

## História
A Coordenação das Organizações Indígenas da Amazônia Brasileira (Coiab), fundada no dia 19 de abril de 1989, é a maior organização indígena regional do Brasil, que surgiu por iniciativa de lideranças de organizações indígenas existentes na época, e como resultado do processo de luta política dos povos indígenas pelo reconhecimento e exercício de seus direitos, em um cenário de transformações sociais e políticas ocorridas no Brasil após a Constituição Federal de 1988. A missão da Coiab é defender os direitos dos povos indígenas a terra, saúde, educação, cultura e sustentabilidade, considerando a diversidades de povos, e visando sua autonomia através de articulação política e fortalecimento das organizações indígenas. 

## Atuação em rede
A Coiab atua em nove estados da Amazônia Brasileira (Acre, Amapá, Amazonas, Maranhão, Mato Grosso, Pará, Rondônia, Roraima e Tocantins), e está articulada com uma rede composta por associações locais, federações regionais, organizações de mulheres, professores, estudantes indígenas, e subdividida em 64 regiões de base.
A Coiab também integra outras redes de organizações indígenas nos âmbitos nacional e internacional.  Compõe a base da Articulação dos Povos Indígenas do Brasil (Apib), uma instância de aglutinação e referência nacional do movimento indígena no Brasil. Criada no Acampamento Terra Livre (ATL) de 2005, em Brasília, a Apib busca, em conjunto com organizações indígenas de diversas regiões do país, a unificação da articulação política e da organização do movimento para a luta da garantia dos direitos e das políticas públicas para os povos indígenas. É ainda vinculada a Coordenação das Organizações Indígenas da Bacia Amazônica (Coica), uma das maiores organizações indígenas do mundo. Criada em 1984 na cidade de Lima, no Peru, a Coica busca orientar os povos e organizações indígenas dos noves países da bacia amazônica a somar esforços na promoção, proteção e segurança dos territórios indígenas, através da defesa de suas formas de vida, princípios e valores espirituais e culturais.

## Territórios e populações indígenas
A Amazônia brasileira é uma área com uma extensão de aproximadamente 5,2 milhões de Km²  que corresponde a 61% do território nacional. A maior parte das Terras Indígenas estão concentradas nesta região. São em torno de 110 milhões de hectares onde vivem 60% da população indígena do país, estimada em aproximadamente 440 mil pessoas, que falam mais de 160 línguas diferentes.
Nesse imenso território, vivem ao menos 180 povos indígenas distintos, além de grupos considerados “isolados”. Em toda a Amazônia Legal, existem cerca de 114 registros da presença desses indígenas que optaram por viver de forma livre e autônoma, sem contato com a sociedade envolvente.
Porém, a maior floresta tropical do planeta, e nossas terras indígenas, estão cada vez mais ameaçadas pelo desmatamento e pela cobiça de madeireiros, garimpeiros, pecuaristas e investidores do agronegócio. Muitas regiões são de difícil acesso e as políticas públicas raramente chegam até as populações mais afastadas.
A Coiab surge nesse contexto com o compromisso de lutar em defesa da garantia dos direitos dos povos indígenas para que nossas culturas, nossa gente e nossos territórios sejam respeitados. Como bem disse o professor Gersem Baniwa, “para nós, povos indígenas da Amazônia, a floresta é nosso berço de origem e de civilização, e nossa condição de existência, física, cultural e espiritual. A Amazônia é nossa Casa Ancestral e Atual, desde sempre”.

## Estrutura organizacional
Com sede na cidade de Manaus, capital do estado do Amazonas, a Coiab é uma associação de direito privado, sem fins lucrativos, sem vinculação político-partidário, nem distinção de credo, povo, classe, orientação sexual e gênero, regida pelo seu estatuto.  Sua maior instância de deliberação é a Assembleia Geral Ordinária, que reúne representantes das 64 regiões de base da Coiab, nos nove estados da Amazônia Brasileira.
Nas assembleias da Coiab, que acontecem a cada quatro anos, são discutidas as estratégias de luta do movimento indígena da Amazônia, bem como a avaliação dos trabalhos e a deliberação da composição da Coordenação Executiva e dos Conselhos Fiscal e Deliberativo.

## Gestão paritária

Na XI Assembleia Geral da Coiab, realizada na aldeia Sede do povo Tembé Tenetehar, da TI Alto Rio Guamá, na cidade Santa Luzia do Pará – PA, Nara Baré foi eleita coordenadora geral, sendo a primeira mulher a assumir o cargo na história da organização. Foto: Loyanna Santana / Mídia NINJA

No dia 30 de agosto de 2017, Nara Baré passou a ser a primeira mulher a assumir a liderança da Coordenação das Organizações Indígenas da Amazônia Brasileira (Coiab).
A eleição ocorreu durante a XI Assembleia Geral da Coiab, realizada na aldeia Sede do povo Tembé Tenetehar, da Terra Indígena Alto Rio Guamá, na cidade Santa Luzia do Pará – PA, e reuniu cerca de 600 lideranças indígenas de toda a Amazônia Brasileira.
Foi na gestão de Nara que se alcançou pela primeira vez na história da Coiab uma divisão paritária de líderes: dois homens e duas mulheres na coordenação executiva.